# Реџеп Уста
Реџеп Уста ( тур. Recep Usta; Истанбул, 2. новембар 1997) је турски филмски и телевизијски глумац и модел.

## Биографија
Реџеп Уста је рођен 2. новембра у Истанбулу. Реџеп је четврто, најмлађе дете у породици. Његова мајка је домаћица из Самсуна, а отац му је радник из Карамана. Реџеп је још у тинејџерским данима маштао о глуми, филму и ТВ-у. Иако није био баш добар ђак. дипломирао је на одсеку за спољну трговину Универзитета Мармара. У слободно време воли да јаше, пуца, трчи, пише, црта и чита. 

## Каријера

### 2018: Персона
Реџеп се прославио у серији Персона као лик по имену Дева. То је његова прва а уједно и најбитнија улога. Персона је кратка интернет серија која је снимана и завршена у истој години, 2018. Главна улога серије јесте човек којем је дијагностикован Алцхајмер. Он се бори против злих људи и покушава да их казни на прави начин. Нека од имена која се такође спомињу у серији су : Халук Билгинер, Џансу Дере и Метин Акдулгер.

### 2021: Кардешлерим
Поред улоге Дева у серији Персона, Реџер има запажену улогу и у серији Кардешлерим ( Моја браћа ) . Ова серија је започела своја снимања 2021. године. У овој серији он глуми младог Берка. Берк је момак који долази из имућне породице а заљубљује се у младу Ајбике која долази из сиромашне породице. Они пролазе кроз јако тешке ситуације, али се боре за њихову љубав.

## Награде
2017 -  Биоскопско такмичење лепоте / 3. место код мушкараца 